# Classe Pacinotti
La classe Pacinotti è stata una classe di sommergibile della Regia Marina.

## Caratteristiche e costruzione
Ordinati nel 1913 ai cantieri FIAT San Giorgio del Muggiano, i «Pacinotti» furono i primi sommergibili italiani di media crociera.
Appartenenti alla tipologia «FIAT», avevano scafo a semplice fasciame e sezioni trasversali, con differente spessore; la struttura, simile a quella dello scafo delle torpediniere, era adatta a navigare agevolmente in superficie.
Avevano una discreta velocità in superficie, mentre in immersione era un problema la scarsa autonomia.
Nel centro del sommergibile erano situati i doppi fondo allagabili, all'interno dello scafo; i serbatoi per il carburante erano collocati in parte all'esterno, a prua ed a poppa, ed in parte all'interno, a centro nave.
I tubi lanciasiluri a prua erano nell'inusuale numero di tre, sistemazione mai adottata prima, e mai più in seguito.
Rimasero in servizio solo per pochi anni e dimostrarono scarse qualità: si decise infatti di non costruire altre unità simili.

## Unità
La classe era costituita da due unità:
- Antonio Pacinotti
- Alberto Guglielmotti

Divennero operative solo nei primi mesi del 1917. Il Guglielmotti fu affondato, in un caso di fuoco amico, da parte della cannoniera HMS Cyclamen, mentre si trasferiva dal cantiere alla base; il Pacinotti compì 23 missioni prive di risultati e fu demolito nel 1921.